# Tavaz
Tavaz (em persa: توج; romaniz.: Tavvaz) ou Tauaje (Tawwaj) foi uma cidade medieval em Pérsis, situado a sudoeste de Xiraz.

## Vida
Tavaz estava localizado no rio Xapur ou próximo a ele na região de Pérsis, a cerca de 65 quilômetros da costa do Golfo Pérsico. Durante o Período Sassânida e Islâmico Inicial, serviu como importante centro comercial. Foi capturado e guarnecido por um exército árabe muçulmano comandado pelos irmãos Aláqueme e Otomão ibne Abi Alás em c. 640. Daí em diante, se tornou o quartel-general de Otomão durante suas campanhas militares contra os sassânidas em Pérsis. Uma mesquita foi construída na cidade a partir desse período, mas estava completamente arruinada durante a vida do geógrafo persa Handalá Mustaufi (1281–1349).
O geógrafo persa do século X Istacri descreve Tavaz como localizada num desfiladeiro de planície com numerosas tamareiras, um clima consideravelmente quente e sendo próximo em tamanho à cidade Fars de Arranjã. Era um importante centro comercial, conhecido por seus tapetes bordados a ouro e tecidos. Ele relata que foi povoada por árabes da Síria trazidos pelo governante Buída, Adude Adaulá. No século XII, a maior parte da cidade caiu em ruínas, e no XIV estava em um estado totalmente ruinoso. Seu sítio ainda não foi identificado.